# Lasioptera paederiae
Lasioptera paederiae är en tvåvingeart som först beskrevs av Shinji 1944.  Lasioptera paederiae ingår i släktet Lasioptera och familjen gallmyggor. Inga underarter finns listade i Catalogue of Life.